# Тримата от морето
„Тримата от морето“ (на чешки: Tri od more) е българо-чехословашки игрален филм от 1979 година на режисьора Яромир Борек, по сценарий на Яромир Борек и Иржи Мелишек. Оператор е Иржи Щьор. Музиката във филма е композирана от Ангел Михайлов.

## Актьорски състав
Роли във филма изпълняват актьорите:
- Досьо Досев – Тодор, стареца с камиона
- Иван Григоров – Георги
- Тодор Тодоров
- Стефан Чолаков
- Димитър Маринов – Зоро
- Георги Широков